# Carolina Rediviva
A Carolina Rediviva é um edifício do século XIX, localizado na cidade de Uppsala na Suécia, no qual está instalada a parte principal da Biblioteca da Universidade de Uppsala.
O nome latino Carolina Rediviva (latim: "Carolina Ressurgida") é uma alusão a um outro edifício existente anteriormente no mesmo local – a ’’Academia Carolina’’, demolida em 1778. O prédio foi começado a construir em 1817 e foi inaugurado em 1841 pelo rei Carlos XIV João.O edifício tem três andares em estilo classicista, em clara referência ao Palácio Real de Estocolmo. A Carolina Rediviva está declarada  património cultural da Suécia (’’byggnadsminne’’).

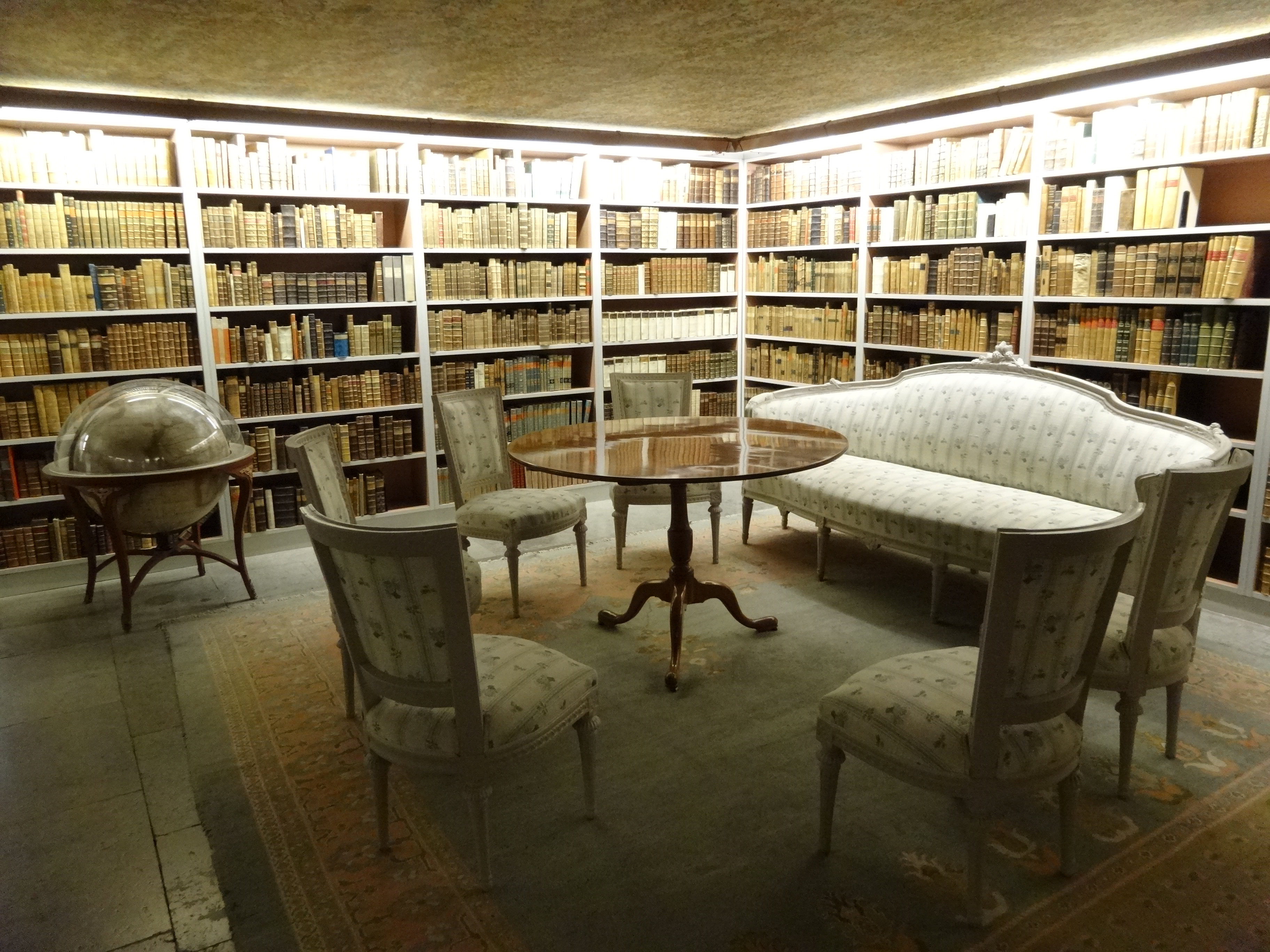
Interior da biblioteca
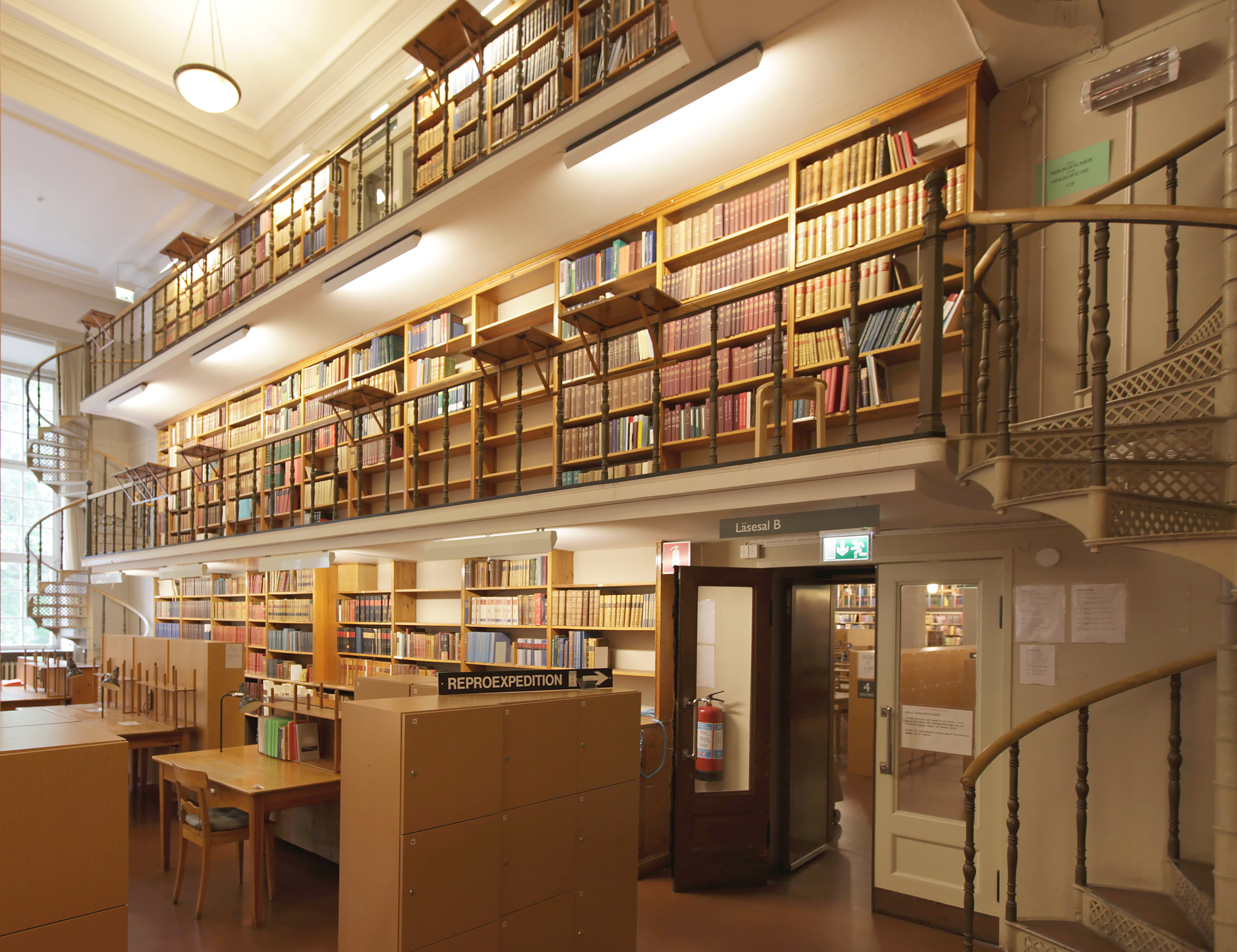
Sala de leitura